# PTV Krater
Prywatna Telewizja Krater – krakowski naziemny ośrodek Polonii 1. Powstała w 1992 r.
Oprócz wspólnego pasma Polonii 1 (który emitowało 13 naziemnych stacji telewizyjnych) nadawała własne programy, głównie informacyjne (Wiadomości Telewizji Krater) czy rozrywkowe.
Stacja mieściła się  w Krakowie przy ulicy Płk. Dąbka 8, dwa biurowce dalej niż później powstała Telewizja Wisła, obecnie druga siedziba TVN-u (ul. płk. Dąbka 2)
Pomiędzy blokami programów zamiast obrazu kontrolnego stacja nadawała w pętli zbiór teledysków.
Została zamknięta 29 sierpnia 1994 z powodu nieotrzymania koncesji na nadawanie. Po zamknięciu Telewizji Krater wielu operatorów, montażystów i dziennikarzy przeszło do Telewizji Wisła, którą kupił TVN. 